# Antonio Guarnieri
Antonio Guarnieri (Venezia, 1º febbraio 1880 – Milano, 25 novembre 1952) è stato un direttore d'orchestra, compositore e violoncellista italiano.

## Biografia
Nato a Venezia da una famiglia di musicisti, suo fratello Francesco fu violinista e anch'egli compositore mentre il padre Luigi fu uno stimato contrabbassista presso l'Orchestra del Teatro La Fenice di Venezia.

### Formazione
Dopo aver conseguito il diploma di violoncello, proseguì gli studi in composizione ed organo sotto la guida di Marco Enrico Bossi, direttore del Liceo Musicale “Benedetto Marcello” di Venezia. Da questi Guarnieri ricevette un'impronta formativa che lo guidò nelle successive scelte e l'accompagnò per l'intera vita; egli infatti si interessò, ancora molto giovane, ad autori allora poco eseguiti come Gaspare Spontini; proseguì gli studi a Monaco di Baviera e, una volta tornato in Italia, conobbe il pianista e compositore Giuseppe Martucci ed entrò a far parte del suo quartetto, come violoncellista. Grazie a questa esperienza Guarnieri poté approfondire il repertorio cameristico e la musica strumentale italiana rinascimentale e barocca.
Nel 1903 Guarnieri mosse i primi passi come direttore d'orchestra durante una tournée in Italia condotta da Amilcare Zanella. L'insegnamento di Zanella insieme a quello di Bossi e Martucci formò in maniera definitiva il gusto e l'attenzione del Guarnieri per la musica strumentale italiana, che continuò ad eseguire per tutta la vita.

### Carriera
L'esordio vero e proprio come direttore d'orchestra avvenne nel 1904 a Siena; il repertorio che caratterizzò le sue prime direzioni comprendeva non solo quello classico ma anche opere di autori più moderni come Nozze istriane di Antonio Smareglia e Cavalleria rusticana di Domenico Monleone. Dopo tre anni trascorsi lavorando nel nord Italia, la prima importante scrittura gli venne dal Teatro Petruzzelli di Bari. Nella stagione 1907/1908 diresse sette opere in programma e fece la conoscenza del soprano Camilla Pasini; con lei protagonista diresse 13 repliche dell'opera Tosca nel febbraio del 1908. L'anno successivo venne scritturato dal Teatro La Fenice a Venezia per la stagione 1908/1909, dove diresse per la prima volta il Tristano e Isotta di Richard Wagner.
Successivamente lavorò presso il Teatro Massimo Vittorio Emanuele a Palermo, dove ottenne un grande successo dirigendo il Tannhäuser di Wagner e il Rigoletto di Verdi. Divenuto famoso, nel 1912 venne ingaggiato presso lo Wiener Staatsoper di Vienna, allora conosciuto come Wiener Hofoper, dove ottenne un buon successo.
A causa di diatribe con il sovrintendente, dovute alla scarsa organizzazione delle prove in preparazione alle recite, nel 1913 Guarnieri abbandonò Vienna, suscitando un certo scandalo; secondo il contratto stipulato, Guarnieri avrebbe dovuto pagare una penale, ma lo scoppio della prima guerra mondiale interruppe ogni azione giudiziaria.
Rientrato dall'Austria, Guarnieri fu contattato per la stagione primavera-estate del 1913 al Teatro Colón di Buenos Aires,accettando sia per sfuggire alla giustizia austriaca sia per motivi di famiglia. Al Teatro Colon ebbe modo di lavorare con Cecilia Gagliardi, Maria Barrientos, Tito Schipa e Giuseppe Anselmi.
Tornato in Italia, nel 1915 fondò a Milano la Società Sinfonica Italiana ed ebbe modo di accostarsi per la prima volta alla discografia.
Qualche anno dopo, nel 1922, Guarnieri fu invitato al Teatro alla Scala dall'allora direttore artistico Arturo Toscanini per dirigere l'opera Lohengrin, di Richard Wagner. Guarnieri riscosse un notevole successo, e venne invitato nuovamente a dirigere la prima assoluta di Belfagor di Ottorino Respighi.
Nel 1927 giunse a Verona per la stagione estiva dell'Arena. Vi diresse La vestale di Gaspare Spontini e Aida di Verdi ma nonostante il grande successo, fu deluso per questioni di acustica dall'esperienza di musica all'aperto, evitando per il resto della sua carriera eventi simili. Conclusa intanto l'unione con Anna Renzi dalla quale Guarnieri aveva avuto due figli, Guarnieri ebbe una seconda unione con Renata Sancassani dalla quale ebbe tre figli, tra cui l'attrice Anna Maria Guarnieri e il cantante e compositore Gianni Guarnieri.
Gli anni Trenta videro Guarnieri dirigere opere al Teatro alla Scala, al teatro dell'Opera di Roma, a La Fenice, davanti ai microfoni dell'Eiar e concerti in importanti teatri italiani. A questi anni appartengono il concerto di Cremona al Teatro Ponchielli del 1937 e la memorabile direzione del Macbeth di Ernest Bloch del 1938 al San Carlo di Napoli.
Dal 1939 al 1946 tenne corsi di perfezionamento in direzione d'orchestra presso l'Accademia Chigiana di Siena, chiamato dal conte Chigi Saracini. Fu un'esperienza importante per Guarnieri, che ebbi tra gli allievi anche Claudio Abbado. Musicisti e intellettuali da ogni parte del mondo giungevano a Siena per ammirarlo ed avere la possibilità di assistere ad una sua direzione, come Ezra Pound e Igor Markevitch.
Sempre nell'agosto del 1941 salì sul podio delle Settimane internazionali di Musica di Lucerna, conquistando il pubblico di lingua tedesca per la sua interpretazione di Brahms e Wagner tanto che gli venne offerto per il 1942 di tornare a Vienna con l'Orchestra del Maggio Musicale Fiorentino, in occasione del centenario della fondazione dei Wiener Philharmoniker. In questa occasione fu insignito dai Filarmonici della Medaglia Nicolai, l'onorificenza più alta concessa ad un direttore d'orchestra mentre la Telefunken lo ingaggiò per la registrazione di un intero ciclo sinfonico. In Italia intanto Guarnieri continuava a dirigere concerti, come l'opera Boris Godunov di Modest Petrovič Musorgskij all'Opera di Roma del 1942 e Kovancina sempre di Musorgskij del 1943.
Fra il 1940 e il 1947 fu protagonista delle stagioni al Teatro alla Scala di Milano, con le recite spostate nei teatri di provincia a causa dei bombardamenti. In quel periodo collaborò con artisti quali Tito Gobbi, Mario Del Monaco, Mafalda Favero, Giuseppe Di Stefano, Giulietta Simionato.
Conclusa la stagione scaligera le condizioni di salute di Guarnieri notevolmente peggiorate lo costrinsero ad abbandonare i teatri e a dirigere le opere in forma di concerto davanti ai microfoni della Rai. Dopo I puritani di Vincenzo Bellini (1948), Andrea Chénier di Umberto Giordano con Lauri Volpi (1949) e La Bohème di G. Puccini con la Tebaldi (1949) diresse il suo ultimo lavoro nel 1950, La sonnambula di Bellini e la Francesca da Rimini di Riccardo Zandonai, unico esempio di opera completa diretta da Guarnieri conservata dalla Fonit Cetra.
Dopo l'estate del 1950, le sue condizioni di salute gli impedirono di salire ancora sul podio. Negli ultimi anni compose alcune opere teatrali, come Giuditta e Hannele e Impressioni di Spagna per orchestra; scrisse inoltre Orazione per la mia fine con testo dello stesso Guarnieri, e musica vocale.
Morì a Milano il 25 novembre 1952.

## Citazioni
- Alfredo Mandelli[1] musicologo:

- Gianandrea Gavazzeni[2], direttore d'orchestra:

- Claudio Abbado, a otto anni, dopo aver visto dirigere Guarnieri al Teatro alla Scala di Milano uno dei Notturni di Claude Debussy decise che sarebbe diventato un direttore d'orchestra. Infatti fu allievo di Guarnieri alla Chigiana. Diventato adulto e celebre direttore così si esprime in una intervista parlando del suo lavoro:

- Guido Piamonte[3], musicologo:

- Mafalda Favero[4], cantante lirica:

- A proposito del boicottaggio di Guarnieri al Teatro alla Scala durante la conduzione Toscanini si legga la seguente citazione dai Quaderni di Guastalla, l'autore del testo del Belfagor di Respighi, e le due note riportate[5]:

## Discografia
- 1928 – Grande Orchestra Sinfonica di Milano, Coro del Teatro alla Scala, Pietro Mascagni: Iris, Inno al sole, Italia
- 1928 – Grande Orchestra Sinfonica di Milano, Coro del Teatro alla Scala, Giuseppe Verdi: Otello, Fuochi di gioia, Italia
- 1928 – Grande Orchestra Sinfonica di Milano, Ottorino Respighi: Villanella, Aria antica, Italia
- 1928 – Grande Orchestra Sinfonica di Milano, Ermanno Wolf-Ferrari: Il segreto di Susanna, Italia
- 1928 – Grande Orchestra Sinfonica di Milano, Vincenzo Galilei-Ottorino Respighi: Gagliarda da Antiche arie e danze per liuto, Italia
- 1930 – Grande Orchestra Sinfonica di Milano, Felix Mendelssohn: Sinfonia n. 4, Italia
- 1930 – Orchestra del teatro alla Scala, Wolfgang Amadeus Mozart: Don Giovanni, Ouverture, Italia
- 1930 – Orchestra del Teatro alla Scala, Georges Bizet: Carmen, Preludio Atto III e Preludio Atto IV, Italia
- 1930 – Orchestra del Teatro alla Scala, Giuseppe Verdi: Nabucco, Ouverture, Italia
- 1930 – Orchestra del Teatro alla Scala, Giuseppe Verdi: La Traviata, Preludio Atto I e Preludio Atto III, Italia
- 1930 – Orchestra del Teatro alla Scala, Gioachino Rossini: La gazza ladra, Ouverture, Italia
- 1930 – Orchestra del Teatro alla Scala, Alfredo Catalani: Loreley, Danza delle Ondine, Italia
- 1930 – Orchestra del Teatro alla Scala, Antonio Vivaldi: Concerto Grosso in Sol minore, Italia
- 1942 – Orchestra del Maggio Musicale Fiorentino, Antonio Vivaldi: Concerto Grosso in Sol minore, Italia
- 1942 – Orchestra del Teatro alla Scala, Giuseppe Martucci: Sinfonia n. 2 in Fa maggiore, Op. 81, Italia
- 1951 – Orchestra sinfonica e Coro di Roma della Radiotelevisione Italiana, Riccardo Zandonai: Francesca da Rimini, Cetra, Italia, Opera completa

### Registrazioni dal vivo
- 1941 – Orchestra dell'Accademia Musicale Chigiana, Antonio Vivaldi: Juditha Triumphans, Italia
- 1942 – Orchestra e Coro del Teatro alla Scala, Jules Massenet: Manon, Italia, (frammenti)